# Limerzel
Limerzel är en kommun i departementet Morbihan i regionen Bretagne i nordvästra Frankrike. Kommunen ligger i kantonen Rochefort-en-Terre som tillhör arrondissementet Vannes. År 2022 hade Limerzel 1 306 invånare.

## Befolkningsutveckling
Antalet invånare i kommunen Limerzel
| Referens: INSEE |